# Ivvitsa
Ivvitsa, tidigare benämnd Ivisaat Island, är en ö i Kanada.   Den ligger i territoriet Nunavut, i den östra delen av landet, 2 000 km norr om huvudstaden Ottawa. Arean är 0,14 kvadratkilometer.
Terrängen på Ivvitsa är mycket platt. Öns högsta punkt är 19 meter över havet. Den sträcker sig 0,7 kilometer i nord-sydlig riktning, och 0,5 kilometer i öst-västlig riktning.